# Kanton Longué-Jumelles
Longué-Jumelles is een kanton van het Franse departement Maine-et-Loire. Het kanton maakt deel uit van het arrondissement Saumur.

## Geschiedenis
Tot 22 maart 2015 omvatte het kanton 8 gemeenten. Op die dag werden - bij toepassing van het decreet van 26 februari 2014 - de aangrenzende kantons Allonnes en Saumur-Nord opgeheven. Alle 7 gemeenten van het kanton Allonnes en Les Rosiers-sur-Loire, Saint-Clément-des-Levées en Saint-Martin-de-la-Place van het kanton Saumur-Nord werden in het kanton Longué-Jumelles opgenomen waardoor het kanton sindsdien 18 gemeenten omvatte.
Op 1 januari 2018 werd de gemeente Les Rosiers-sur-Loire toegevoegd aan de gemeente Gennes-Val de Loire uit het kanton Doué-la-Fontaine ( thans kanton Doué-en-Anjou ). De verdeling over de twee kantons bleef behouden.

## Gemeenten
Het kanton Longué-Jumelles omvat de volgende gemeenten:
- Allonnes
- Brain-sur-Allonnes
- La Breille-les-Pins
- Blou
- Courléon
- Gennes-Val de Loire ( deel : enkel Les Rosiers-sur-Loire)
- La Lande-Chasles
- Longué-Jumelles
- Mouliherne
- Neuillé
- Saint-Clément-des-Levées
- Saint-Martin-de-la-Place
- Saint-Philbert-du-Peuple
- Varennes-sur-Loire
- Vernantes
- Vernoil-le-Fourrier
- Villebernier
- Vivy